# Prosetín, Žďár nad Sázavou
Prosetín là một làng thuộc huyện Žďár nad Sázavou, vùng Vysočina, Cộng hòa Séc.